# Stanisław Komorowski

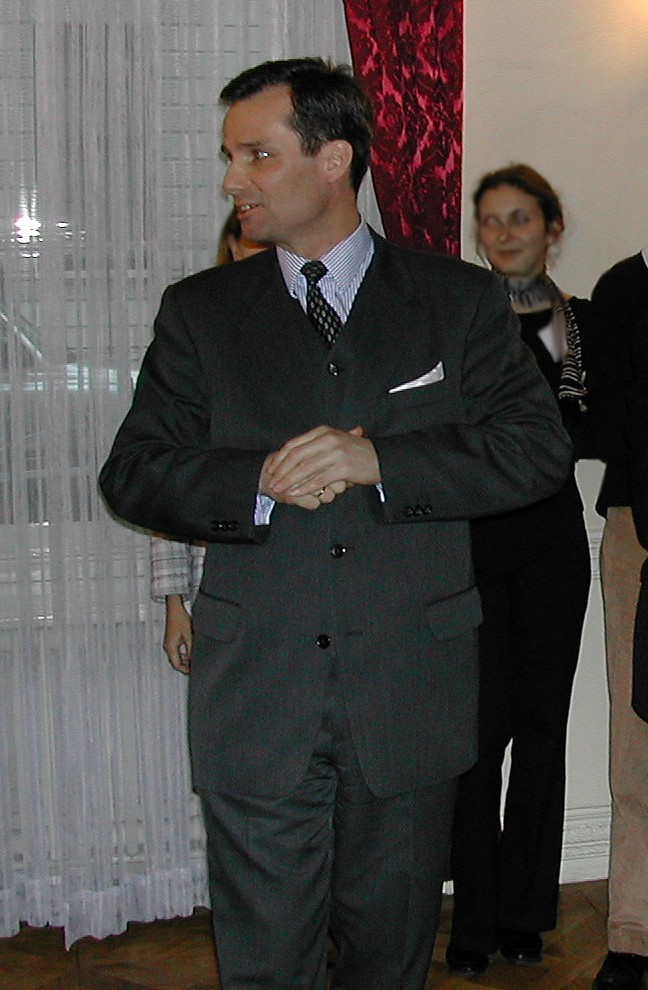
Komorowski als ambassadeur in Groot-Brittannië in 2002.

Stanisław Jerzy Komorowski (Warschau, 18 december 1953 - Smolensk, Rusland 10 april 2010) was een Pools diplomaat, politicus en natuurkundige.
Komorowski studeerde aan de Universiteit van Warschau en promoveerde in 1985. Tot 1990 was hij als onderzoeker werkzaam bij de Poolse Academie van Wetenschappen. Hij ging voor minister van buitenlandse zaken Krzysztof Skubiszewski werken en werd al snel stafchef. Van 1994 tot 1998 was Komorowski ambassadeur in Nederland en van 1999 tot 2004 ambassadeur in Groot-Brittannië. Van november 2005 tot oktober 2006 was hij viceminister van buitenlandse zaken en vanaf november 2007 viceminister van defensie. Hij kwam om het leven bij de vliegramp bij Smolensk.
- International Standard Name Identifier: 0000 0000 4947 5657
- Library of Congress Control Number: nr2002016039
- Virtual International Authority File: 54084219
- WorldCat: E39PBJm96VMPjRCP3VbXqthT73